# Kali

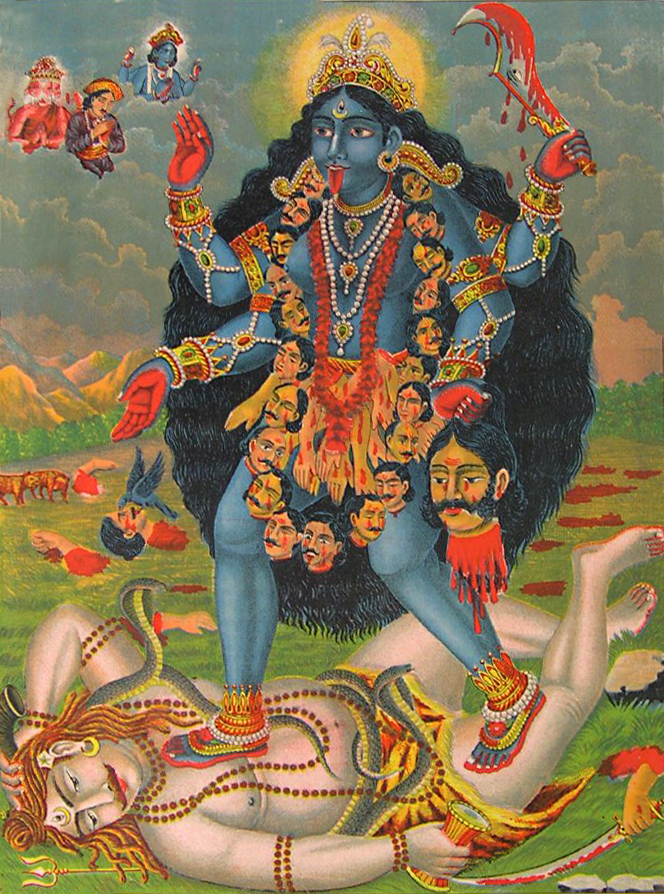
Representación de Kali.

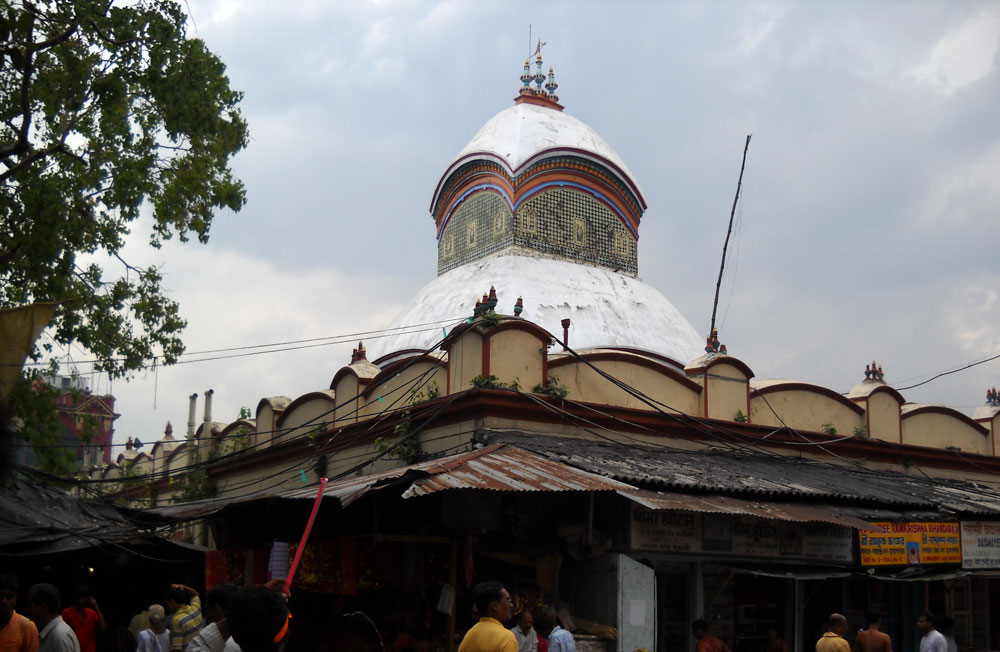
Cúpula del templo Kalighat, el principal santuario de Kali, en la ciudad de Calcuta (India)

Kālī es una de las diosas principales del hinduismo. Es la shakti (o ‘energía’) desencadenada del dios masculino Shiva.
La religión hinduista dedicada a Kali se llama shaktismo. En ella, la diosa representa el aspecto airado y destructivo de la divinidad. Las creencias tántricas más complejas la ubican como la «realidad última» y la «fuente del ser», aunque su historia temprana como criatura de aniquilación todavía mantiene cierta influencia. Kali es la santa patrona de la ciudad india de Calcuta (en Bengala). Su templo principal es el Kalighat, lugar en donde se solían realizar sacrificios de animales en su honor y, en otros lugares, inclusive sacrificios humanos.

## Etimología y otros nombres
El nombre de la diosa Kālī parece ser una versión femenina de la palabra sánscrita kāla (que significa ‘oscuridad’);
también significa ‘mujer negra’.
Las diosas con las que ella es asociada o identificada incluyen a:
- Durga
- Parvati
- Uma
- Jimavati
- Bhavani (o Bhowani)
- Satí (encarnación de Kali como hija del patriarca Daksha, que no toleró cuando su padre insultó a su esposo Shiva, por lo que se inmoló)
- Rudrani (esposa de Rudra o Shiva)
- Chinnamasta
- Chamunda
- Kamakshi (‘ojos de lujuria’)
- Mīnakshi
- Kumari

## Origen

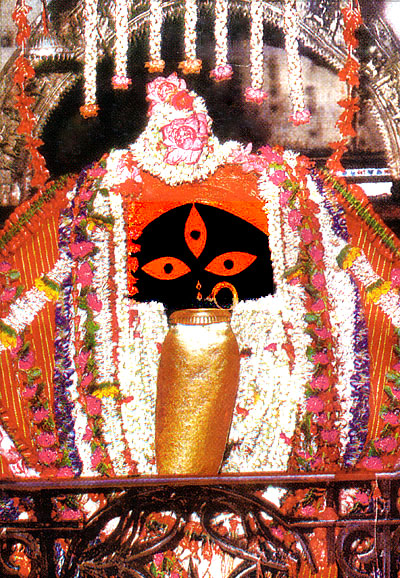
Imagen de Kali adorada en el Templo Kalighat de Calcuta.

Kali aparece por primera vez en el norte de la India en el texto Rig-veda (mediados del II milenio a. C.), no como diosa, sino como una de las siete lenguas de Agní, el dios hinduista del fuego.
Sin embargo, en ese texto se menciona a una diosa Ratri (la ‘noche’), que se considera un prototipo de la personalidad oscura y destructiva de Kali.
En la literatura del período Sangam de los tamiles (en el sur de la India) aparece una diosa sanguinaria llamada Kottravai. Como Kali, es brutal e inspira miedo a los malvados por sus crueles prácticas. Es probable que la fusión entre Ratri y la Kottravai indígena produzca a diosas temibles del hinduismo medieval, entre ellas Kali, que es la más prominente.
Otra leyenda de los orígenes de Kali se encuentra en el Matsia-purana, que indica que ella se originó como diosa tribal de la montaña en la parte norte-central de la India, en la región del monte Kalanyar (ahora conocido como Kalinjar).
Sin embargo esta referencia se disputa debido al hecho de que esa leyenda era de un origen más antiguo.
En los Puranas (primeros siglos de la era común) se le dio a Kali un lugar en el panteón hinduista.
En el texto Devi-majatmia (también conocido como Chandi o Durga sapta sati) del libro Markandeia-purana (escrito entre el 300 y el 600 de la era cristiana), se describe a una diosa Kálika. Allí dice que fue emanada de la frente de la diosa Durga (la ‘inaccesible’ asesina de demonios) durante una de las batallas entre las fuerzas divinas y demoníacas. Kali se considera el aspecto poderoso de la gran diosa Durga.

## Esposa de Shiva
En las tradiciones posteriores, Kali ha llegado a ser inexpugnablemente ligada con Shivá a través de la figura de Parvati. La forma «desencadenada» de Parvati que da lugar a la de Kali a menudo llega a ser salvaje e irrefrenable, y sólo Shiva es capaz de tranquilizarla. Esto es porque ella es una versión transformada de él y es capaz de emparejar su ferocidad. Sus métodos varían desde desafiarla al baile silvestre del tandava y aventajarla, a aparecer como un bebé que llora (apelando así a sus instintos maternales). Sin embargo, la iconografía a menudo representa a Kali bailando sobre el cuerpo caído de Shivá, y hay referencias sobre ellos bailando juntos, en un estado de frenesí.

## Tantra
La implicación de Shiva con el tantra y la naturaleza oscura de Kali, han conducido a que ella se convierta en una importante figura tántrica.
Para los seguidores del tantra era esencial hacer frente a su maldición, el terror de la muerte, así que dispusieron aceptar las bendiciones de su hermoso y consolidado aspecto maternal.
Para ellos, la moneda tiene dos lados: la muerte no puede existir sin la vida, igualmente la vida no puede existir sin la muerte. El papel de Kali aumentó, valorándosele a veces como el caos que se podía enfrentar para traer la sabiduría, y algunos textos tántricos le dan un profundo significado metafísico.
El Nirvana-tantra presenta claramente su naturaleza poderosa y arrasadora como la última realidad, considerando que la trimurti (‘tres deidades’) de los dioses Brahmá, Visnú y Shiva aparecen y desaparecen en ella como burbujas del mar.
El Ioguini-tantra, Kamakhia-tantra y el Niruttara-tantra la declaran el sua-rupa (propio-ser) de Majadevi (la ‘gran diosa’, que está en este caso visto como la combinación de todas las devis).

## Shaktismo
La etapa final del desarrollo es la adoración a Kali como la Gran Diosa Madre, generalmente desprovista de su violencia. Esta idea significa una ruptura con respecto a la representación más tradicional. Los pioneros de esta tradición son los poetas shaktas (adoradores de śakti, la energía) del siglo XVIII tales como Ramprasad Sen (1723-1775), que demuestran un conocimiento de la naturaleza ambivalente de Kali.
El famoso santo bengalí, Rama Krishna, (1836-1886) fue un gran devoto de Kali.
De acuerdo a los trabajos de Rachel McDermott, John Woodroffe y Georg Feuerstein, para los adoradores tántricos, Kali no es tan temida, y solamente las personas educadas en viejas tradiciones la ven como una diosa iracunda.

### Adoración
Una de las principales prácticas de adoración de los hinduistas es el yapa (la repetición de los nombres de su dios). La meta final de esta práctica es la concentración en el dios, y la unión con ese dios tras la muerte.
Los shaktas realizan yapa de la diosa Kali.

## En la cultura popular
En la novela La vuelta al mundo en ochenta días (1872), del escritor francés Julio Verne, el protagonista de la obra, Phileas Fogg, su criado Passepartout, un guía parsi y un militar británico salvan a una joven india de morir en una hoguera como víctima de un sacrificio humano organizado por unos adoradores de Kali.
En la saga de Sandokán ―publicada entre 1883 y 1913―, el escritor Emilio Sálgari (1862-1911) presentó a la diosa Kali como una deidad salvaje, adorada por los asesinos thags o thugs, Los Estranguladores.
Entre los años sesenta y casi hasta finales de los ochenta se publicaron en México las aventuras del superhéroe Kalimán, que tenía relación directa con la diosa Kali, la cual representaba la justicia y la venganza en el mundo de Kalimán.
En la película Help! (1965), protagonizada por la banda británica de rock The Beatles, se muestra a una secta que adora a la diosa Kali que los persiguen alrededor de Inglaterra para recuperar un anillo que tiene el baterista Ringo Starr.

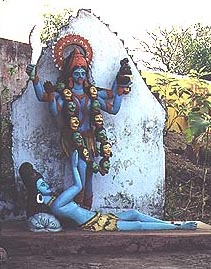
Representación escultórica de Kali

A principios de los años setenta, Mick Jagger le encargó el diseño del logo de los Rolling Stones a un joven artista llamado John Pasche. Así en la funda interior del disco Sticky Fingers, por primera vez se utilizó un nuevo logo, los labios con la lengua, inspirados en la imagen de la diosa Kali.[cita requerida]
En la película El viaje fantástico de Simbad (The Golden Voyage of Sinbad, 1973), Ray Harryhausen insufla vida a la diosa, que se enfrenta en un terrible duelo de espadas con el héroe protagonista.
Kali forma parte de la instalación de la artista feminista Judy Chicago, The Dinner Party. Esta es una historia simbólica de la mujer en la civilización occidental que representa a 1.038 mujeres de la historia -39 de ellas están representadas por cubiertos y otras 999 en los nombres que están inscritos en The Heritage Floor sobre el que descansa la mesa. Su plato está pintado con imágenes de semillas que simbolizan la fecundidad y hacen referencia a la asociación de Kali con los ciclos de la naturaleza. Los colores son rojos, morados y marrones intensos. Estos colores recuerdan al espectador que la diosa bebe la sangre de los demonios y que su sed nunca puede saciarse. Las bandas verticales en forma de costillas del plato evocan su forma antropomorfa, que suele representarse demacrada y con costillas prominentes.
En 1983 el grupo pop español, Alaska y Dinarama incluyó una canción titulada «Kali» para su álbum Canciones profanas. La canción trataba sobre esta diosa, aunque la letra no estaba en castellano y según los créditos de autoría de los temas en la contraportada del álbum, esta era una canción «tradicional de Bengala», con arreglos musicales de Marcos Mantero, tecladista de Dinarama.
En la película Indiana Jones and the Temple of Doom (1984) se describe a Kali como la diosa de los thaguis (conocidos como thugs en inglés). Como sacrificio a esta diosa, ante ella se practica la extracción del corazón de las víctimas propiciatorias.
En la novela La canción de Kali, de Dan Simmons (Premio Mundial de Fantasía 1986), se describe la secta de los kalikas, adoradores de Kali, en la ciudad de Calcuta, quienes llevan cadáveres en honor de la diosa.
En 1987 el villano Ravan, personaje de DC Comics e integrante del grupo Escuadrón Suicida (1987 - 1992) pertenecía a la secta thug, y realizaba sus asesinatos para retrasar mil años la llegada de Kali. 
En 1990, Kali hace una aparición como parte de una línea de juguetes lanzados por Matchbox en su línea Monster in My Pocket (o Monstruos de Bolsillo), que eran figuras coleccionables de plástico de no más de 5 cm de altura y de variados colores los cuales se colocaban dentro de un volcán negro igualmente de plástico. En esa ocasión se le representaba como una horrible bruja humanoide de 4 brazos la cual solo busca saciar su hambre de carne humana ya sea de niños o de cualquiera que ella pueda estrangular con su gancho de hierro. Esta variante de Kali usa un collar de dientes humanos y un cinturón de manos disecadas y pintadas con sangre. Se dice que mide 1,80 metros y que habita en las selvas de la India.
En Death in Delhi (Muerte en Delhi, 1993) ―el tercer libro de la serie Dangerous journeys (Viajes peligrosos), una de las sagas de novelas fantásticas de Gary Gygax― aparece la macabra secta de los thags, «los estranguladores de Kali», que —instigados por una sacerdotisa de la Diosa Oscura— atacan al magíster Setne Inhetep y a su compañera y guardaespaldas Rachelle. El método que usan los thags en esta novela para acabar con sus víctimas es el estrangulamiento lento con un lazo negro de seda, ya que dicen que la diosa les ha prohibido arrebatar vidas con derramamiento de sangre. Al final de la novela aparece Kali misma como una gigantesca mujer negra, de más de dos metros de altura, con cuatro brazos, que lleva un collar de cráneos humanos. Esta Kali se muestra terrible y vengativa, aunque justa y susceptible a las elucubraciones lógicas.
Kali es nombrada numerosas veces por los guardias hinduistas en el videojuego Hitman 2: Silent Assassin (2002).
La banda Dissection publicó el sencillo Maha Kali (2004) y posteriormente lo incluyó en su tercer y último álbum titulado Reinkaos (2006).
En la portada principal del disco The Apostasy (2007), de la banda polaca de blackened death metal Behemoth, aparece la diosa Kali. También se hace referencia a ella en la canción «At the Left Hand ov God», de ese álbum.
En el año 2007, el guitarrista argentino Eduardo "Skay" Beilinson que venía encarando desde 2002 un proyecto musical propio tras la disolución de Patricio Rey y sus Redonditos de Ricota, decide bautizar a su nueva agrupación con el nombre de "Skay y los Seguidores de la Diosa Kali", haciendo alusión a esta deidad hindú. Tras cinco años presentándose bajo esta denominación, finalmente en el año 2012 reformuló el nombre de su banda, pasando a denominarse como "Skay y los Fakires".
En la saga de videojuegos Persona Kali es uno de los seres que pueden ser invocados por los protagonistas.
En la saga literaria El Ángel de la Noche (entre 2008 y 2012), de Brent Weeks (principalmente en la segunda y tercera novelas de la trilogía, Al filo de las sombras y Más allá de las sombras), los principales antagonistas, del Imperio khalidoriano, adoran a una deidad llamada Khali, basada en la diosa Kali, la cual solicita emociones poderosas en su culto (como las que ocasionan los actos de torturar y asesinar) a cambio de, supuestamente, brindar el vir (‘poder’ en sánscrito), un poder mágico muy poderoso, aunque incontrolable.
El disco El llamado del jaguar (2009), de la banda mexicana Coatl, contiene la canción «La danza de Kali».
En el episodio «Hammer of the gods» (2009) de la quinta temporada de la serie estadounidense Supernatural, aparece la diosa Kali junto a otros dioses de diferentes mitologías, planificando para derrotar a Lucifer. Los protagonistas Sam y Dean la rescatan de la muerte debido a que la diosa es un viejo amor del arcángel Gabriel.
En el episodio decimosexto de la cuarta temporada de la serie Xena: la princesa guerrera de 1998 titulado "The Way" (El Camino), Hanuman acompaña a Xena para liberar a Gabrielle y Eli que han sido secuestrados y al final se transforma en Kali para enfrentarse al demonio Indrajit para rescatarlos. 
En el videojuego Smite (2014), Kali es un personaje jugable igual que muchos otros dioses hinduistas, aunque muchos grupos religiosos se quejaron de esto y exigieron eliminar a Kali y a todo dios hinduista de Smite. Sin embargo ningún dios hinduista fue removido del juego, aunque Hi-Rez Studios remodeló a Kali para hacerla ver "menos sexualizada".
De igual forma, Kali (Jaimini Kalimohan Shah) de origen Indio, aparece como un personaje seleccionable en el videojuego Tom Clancy's Rainbow Six Siege de la productora francesa Ubisoft. Sin embargo, su apariencia no hace referencia a su conocida personificación. En el juego se trata de una homónima con una gran destreza en el manejo de una arma de francotirador y que funge como fundadora del grupo de élite Nighthaven. 
En el anime (2008) y manga Kuroshitsuji creado por Yana Toboso aparece brevemente (capítulo 16 del manga) como estatua que le pertenece a un príncipe hindú llamado Soma que ha llegado a Inglaterra y es recibido por el protagonista Ciel Phantomhive, interpretada por el príncipe y su sirviente como una figura femenina con cuatro brazos venciendo a un hombre, basándonos en esta imagen e inspirándonos en la religión hindú, la mujer coincide como Kali y el hombre derrotado como su esposo, Shiva.
En 2007 el grupo sueco de Metal Sinfónico "Therion" lanza las canciones Kali-Yuga II y Kali-Yuga parte 3, en cuya letra se hace referencia a la diosa Kali.
En la portada principal del disco मृत्यु का तापसी अनुध्यान/Ascetic Meditation of Death (2013), de la banda checa de epic black metal Cult of Fire, aparece la diosa Kali. También se hace referencia a ella en la canción «संहार रक्त काली/Samhāra rakta kālī» y «काली मां/Kālī mā», de ese álbum.
En el manga Shūmatsu no Valkyrie, Kali aparece como una de las 3 esposas del dios Shiva, junto con Parvati y Durga.
El dúo darkwave de Inglaterra, Lebanon Hanover publica en 2021 el sencillo "Come Kali Come" tomado del álbum "Sci-Fi Sky".
En el libro escrito por Arthur C. Clarke de 1993, el meteorito que se dirige a la tierra lleva el nombre de Kali, la Diosa de la destrucción.
La canción Her Crimson Lotus Feet, del álbum Devotional Songs de la banda británica de doom metal Sabazius hace referencia al culto de la diosa Kali. Su mantra es repetido constantemente a lo largo de la última mitad de la canción.